# 第7號交響曲 (浦羅哥菲夫)
C♯小調第7號交響曲，作品131，是俄國作曲家浦羅哥菲夫的音樂作品。该作品創作於1951至52年，這不但是作曲家最後一首交響曲，同樣也是他最後一首完成的音樂作品。1957年该作曲家逝世，在其逝世後本曲獲頒發列寧獎。

## 背景
1946年，史大林指派日丹諾夫對蘇聯文化界進行整頓，1948年，浦羅哥菲夫及其他同期作曲家（包括蕭士達高維契等）都同遭公開讉責，包括他的第6號交響曲等作品被評為「形式主義」而遭禁演，自此之後，除了官方形式的作品及將舊作進行修改（如他的大提琴協奏交響曲作品125，其實是原本作品58的大提琴協奏曲的修改版本）外，浦羅哥菲夫已減少了創作量，而寫作風格亦更趨保守。第7號交響曲可以說是他晚期的極少數代表作。
這首作品是受一個電台的委約，為一個兒童節目所創作的音樂。因此作品非正式地稱為「兒童交響樂」（日本稱為「青春交響曲」）。而寫作手法亦盡量以簡潔旋律線條及和聲為主，避免複雜的對位或不協調的和絃，給予人非常清新的感覺。
蕭士達高維契對本作品非常欣賞，他的第15號交響曲亦受此所啟發。

### 首演
首演日期為1952年10月11日，由萨缪尔·萨莫苏德連同聯合電台交響樂團（All-Union Radio Orchestra）於莫斯科擔任。

## 分析
本樂曲共分為四個樂章，演奏時間約為35-40分鐘。
1. 中板（Moderato），4/4為主。
2. 小快板（Allegretto），3/4為主
3. 富感情的行板（Andante espressivo），4/4為主。
4. 活潑地（Vivace），2/4，中段為6/8。

作曲家曾為第4樂章譜寫另一個結尾，把原本平靜地結束，改為增添了約20小節以開頭旋律為素材的歡樂結尾。（據聞是為了獲得100,000盧布的斯大林獎而將結尾改為以正面歡樂的氣氛結束，但未能證實，而最終亦未能為他獲獎）。不過作曲家較傾向原來的結束版本。
現時發行的總譜內，均收錄了兩個結束版本，而在錄音上，兩種結尾的錄音數目亦相近。

### 配器
與第5號、第6號相比，第7號的樂隊編制略有縮減：
- 木管樂器：短笛、2長笛、2雙簧管、英國管、2單簧管、低音單簧管、2巴松管
- 銅管樂器：4圓號、3小號、3長號、大號
- 敲擊樂器：定音鼓、三角鐵、梆子、鈴鼓、大鼓、小鼓、鈸、鐘琴、木琴
- 鍵盤樂器：鋼琴
- 絃樂器：第1小提琴、第2小提琴、中提琴、大提琴、低音提琴、豎琴

依照工具書《管弦樂作品手冊》指示，上述之配器可簡記為"*3 *3 *3 2—4 3 3 1—tmp+3—hp, pf—str"。

### 結構
第1樂章
第2樂章
第3樂章
第4樂章

## 外部連結
- 浦羅哥菲夫第7號交響曲：国际乐谱典藏计划上的乐谱